# 亞哥花園 (廣州)
亞哥花園為广东省广州市越秀区的建築物業。始建於1994年，由台湾亞哥花園投资建设。占地约5公顷，在广州火车站附近，计划建设集高档餐饮、展厅、卡拉OK和商场为一体的商业中心，亦有花园、水池、儿童游乐设施等乐园配置，预计投资1000万美元。但后续因台湾亚哥花园出现财务问题，广州亚哥花园的建设项目被迫终止，成为烂尾建筑。由於此建築靠近廣州火車站，2004年左右有劫匪曾以此為根據地搶劫路人，治安一度混亂。2015年改造為廣州爱尔眼科医院，并于2016年开业。